# Birkeland (cráter)

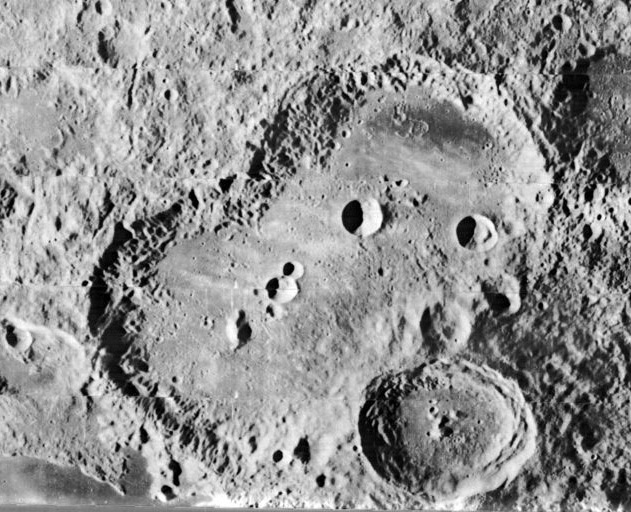
Imagen de Birkeland (abajo derecha) y de Van de Graaff

Birkeland es un cráter de impacto que se encuentra en el hemisferio sur de la cara oculta de la Luna. Este cráter se une a la cintura central de la formación del cráter Van de Graaff de fisonomía extraña, y en parte puede explicar la forma similar a la de un número "8". Al sureste está la gran llanura amurallada del cráter Leibnitz.
Este cráter no se ha erosionado significativamente, y el borde exterior está bien definido, con paredes aterrazadas interiores alrededor de una gran plataforma interior. El contorno tiene una ligera protuberancia hacia el interior a lo largo del lado norte, donde se une a la formación de Van de Graaff. El suelo interior es relativamente llano, excepto en el sureste donde hay alguna zona de terreno áspero. Presenta una formación central con un pico en el punto medio.

## Cráteres satélite
Por convención estos elementos son identificados en los mapas lunares poniendo la letra en el lado del punto medio del cráter que está más cerca de Birkeland.
|           | \| Birkeland \| Coordenadas \| Diámetro \| \| --------- \| ------------------------------- \| -------- \| \| M \| 32°00′S 174°06′E / -32.0, 174.1 \| 23 km \| |          |
| Birkeland | Coordenadas | Diámetro |
| M         | 32°00′S 174°06′E / -32.0, 174.1 | 23 km    |